# Enrico Morando
Enrico Morando (né le 30 septembre 1950  à Arquata Scrivia) est un homme politique italien, membre du Parti démocrate devenu vice-ministre du gouvernement Renzi, confirmé dans le gouvernement Gentiloni.